# Томмот
Томмот — місто (з 1933) в Алданському улусі Якутії.
Населення 8,8 тис. осіб (2008).
Місто розташоване на річці Алдан (притока Лени), за 390 км від Якутська, в 65 кілометрів від Алдана.
Залізнична станція, ведеться спорудження Амуро-Якутської залізниці Беркакіт — Томмот — Якутськ.

## Галерея

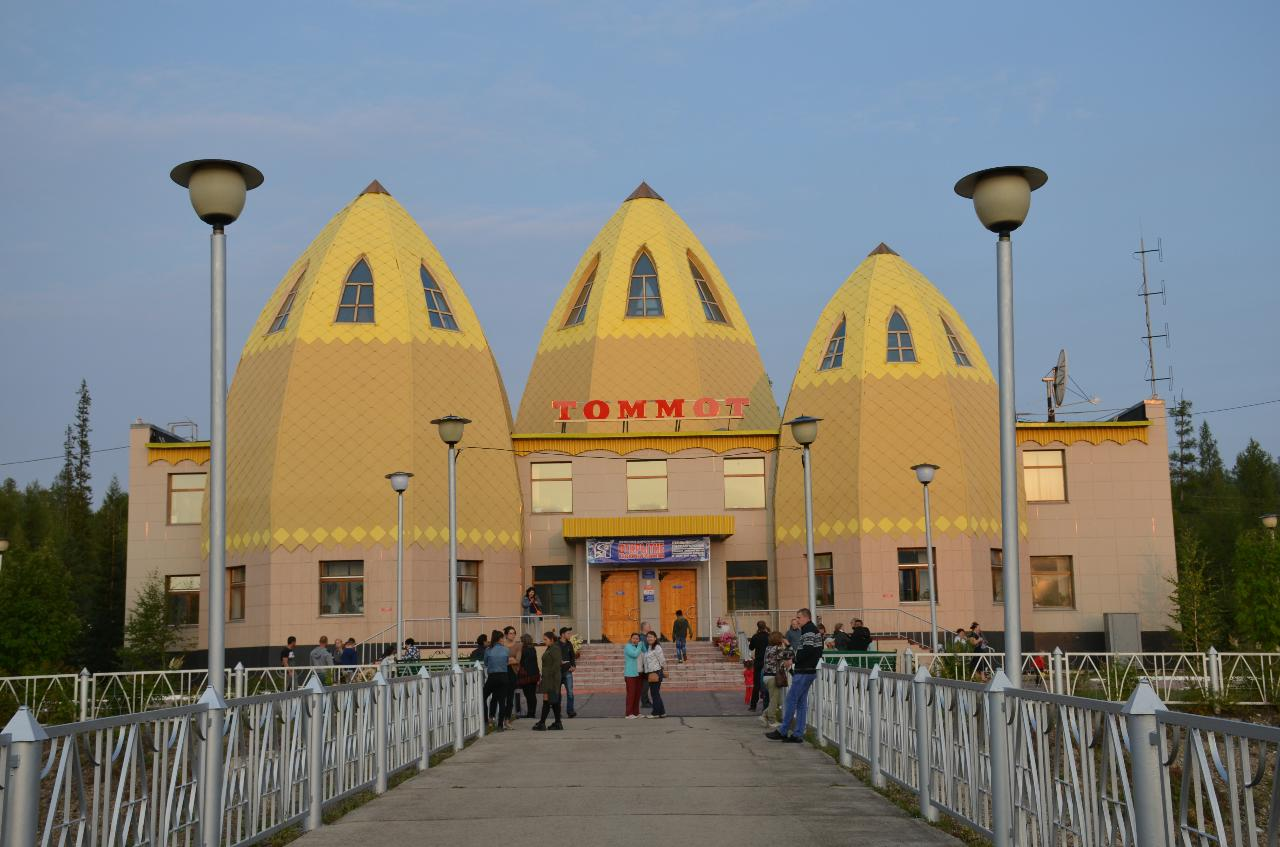
Залізничний вокзал
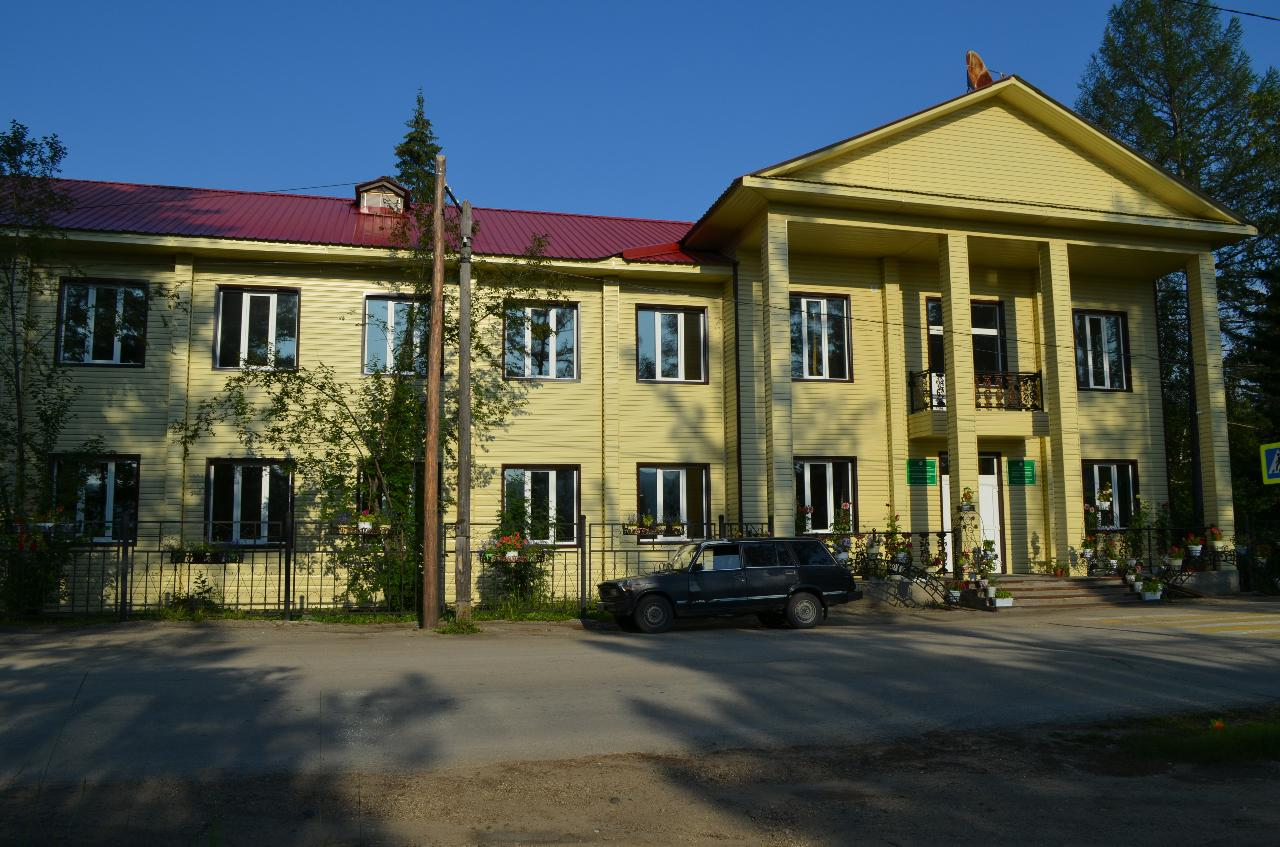
Школа-інтернат
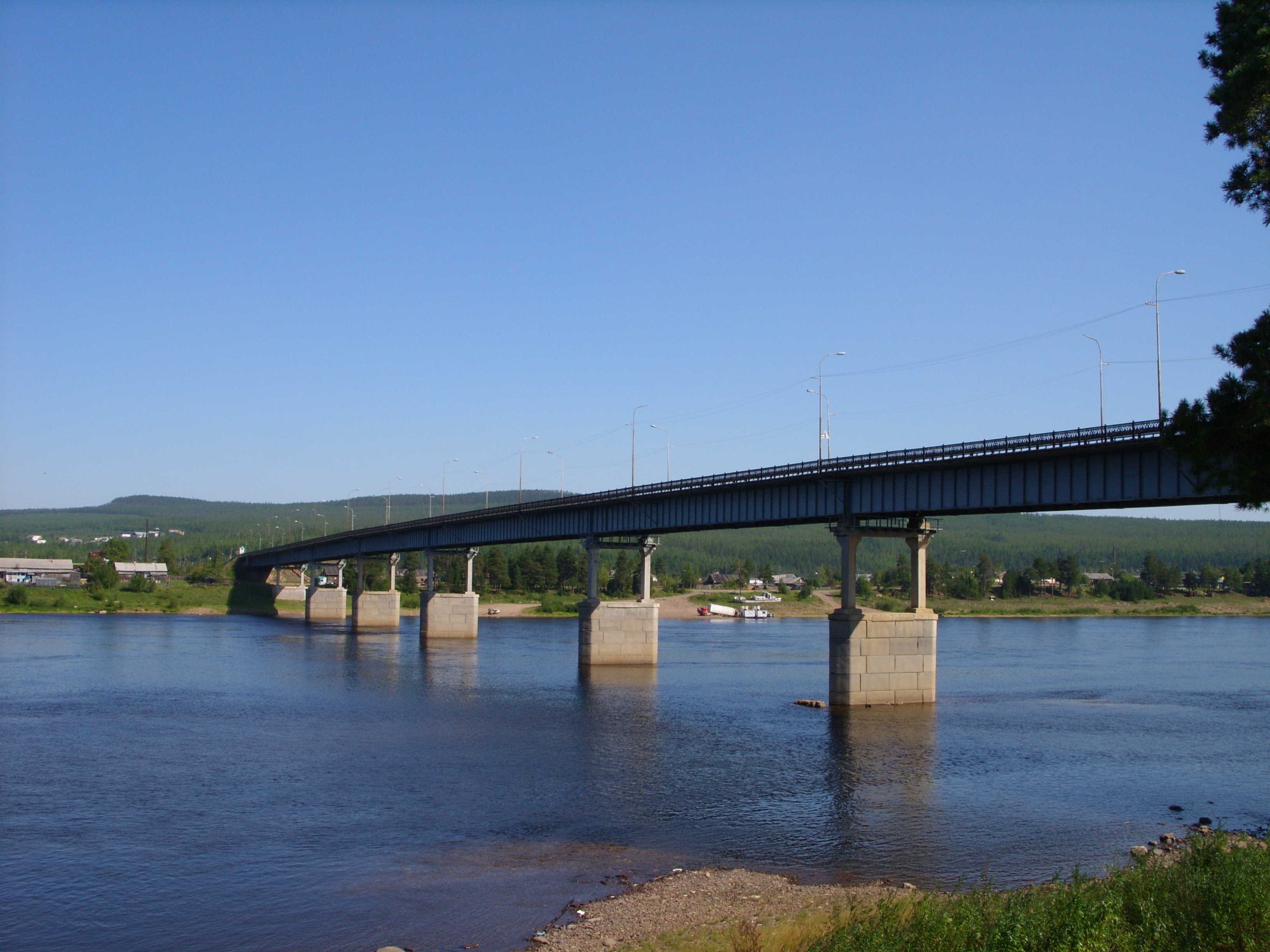
Автомобілний міст через річку Алдан